# 弘前バスターミナル
| 弘前バスターミナルのデータ |                          |
| バス事業者                 | 弘南バス                 |
| 所管営業所                 | 弘前バスターミナル営業所 |
| 所在地                     | 弘前市大字駅前3丁目2-1   |
| 開設日                     | 1976年10月25日           |

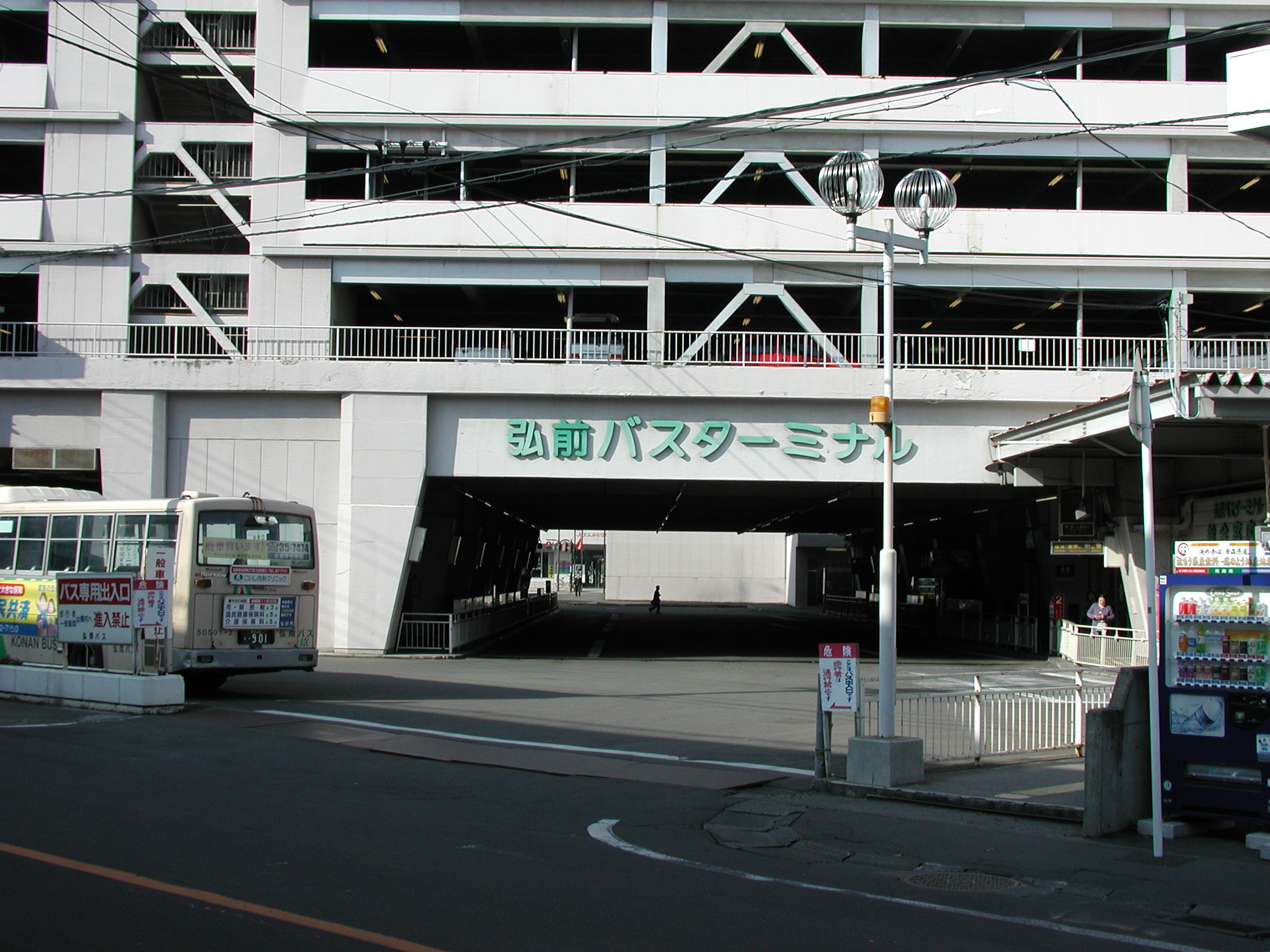
弘前バスターミナル

弘前バスターミナル（ひろさきバスターミナル）は、青森県弘前市にある弘南バスのバスターミナルである。
1976年に、本社敷地内に自社ビルを建設し、弘南ビルバスターミナルを開設した。その後、テナントであるイトーヨーカドーにビルを売却し、弘前バスターミナルと改称した。

## 構造
- CiiNA CiiNA弘前（旧イトーヨーカドー弘前店）の第1駐車場1階がバスターミナルとなっている。
- 1番ホーム（1番のりば付近）に総合案内所があり、窓口では定期券・回数券・高速バス乗車券・各種乗車券を発売している。
- 自動券売機が設置されている。
- 待合室は1番ホームに1か所（総合案内所隣）、2番ホームに2か所ある。
- 1番ホーム（4番のりば付近）には、売店と立ち食いそば屋があったが、閉店し、店舗は解体された。

窓口営業時間
| 窓口   | 取扱内容 | 営業時間     |
| ------ | --- | ------------ |
| (1)    | |              |
| (2)    | SF販売・チャージ、日帰り旅行会員券 | 6:20 - 18:30 |
| (3)    | 定期券、 津軽漫遊フリーパス・ワンバケーションパス等の企画乗車券                                                                             | 7:00 - 18:30 |
| (4)(5) | 高速バス乗車券 「ニューノクターン号」新宿・横浜線 「パンダ号」「スカイ号」東京線 「キャッスル号」仙台線 「ノクターン・ネオ号」青森 - 東京線 | 9:30 - 18:30 |

- (1)番窓口にはJR弘前駅バスターミナル出張窓口（みどりの窓口）が入っていたが、2010年1月8日に撤退した。
- なお、「パンダ号」や「ノクターン号」など夜行都市間バスの乗車案内や電話での問い合わせに対応する為、パンダ号の最終便発車までカウンターには係員が配置される。

## のりば
| ホーム | のりば                      | 路線名 |
| ------ | --------------------------- | --- |
| 1      | 1                           | 「スカイ号」「パンダ号」東京線、急行 青森空港線、浪岡線、五所川原線、ミニバス さくら団地線、ミニバス さくら野弘前店線                                                                       |
| 1      | 2                           | 「ヨーデル号」盛岡線、「ニューノクターン号」新宿・横浜線、日沼経由 黒石線、豊蒔・高田経由 黒石線                                                                                            |
| 1      | 3                           | 「キャッスル号」仙台線、枯木平線、弥生線、葛原線、岩木庁舎線 |
| 1      | 4                           | 大鰐・碇ヶ関線、宮園団地線、神田線、清原・清水森経由 小栗山線 、ミニバス 城南線 |
| 2      | 5                           | 岩賀線、浜の町経由 石渡線、鬼沢経由 貝沢・十腰内・鰺ヶ沢線、糠坪・楢の木経由 貝沢線、三世寺経由 板柳線、ミニバス 土堂線                                                                     |
| 2      | 6                           | 桔梗野・金属団地経由 桜ヶ丘線、枡形・金属団地経由 桜ヶ丘線、ミニバス 緑ヶ丘線 |
| 2      | 7                           | 西目屋村役場線、白神ライン直通バス 暗門白神号、相馬線、久渡寺線 |
| 2      | 8                           | 土手町循環100円バス |
| 2      | 9                           | 城東環状100円バス（大町回り、和徳回り） |
| 2      | 10                          | 城西大橋経由 藤代営業所線、工業高校経由 藤代営業所線 |
| 3      | 11                          | 青森空港線・高速バス・城東環状100円バス降車ホーム、弘南観光アップルツアー・弘南バス団体バス・「弘前・十和田湖号」のりば                                                                     |
| 4      |                             | 路線バス降車ホーム （バスターミナル終点） |
|        | イトーヨーカドー前・ 停留所 | 富田大通り経由 小栗山線、狼森線、座頭石線、松森町・門外経由 自衛隊線、富田大通り経由 自衛隊線、安原団地線、聖愛高校線、学園町線、枡形・金属団地経由 桜ヶ丘線、城東環状100円バス（和徳回り） |
|        | メガネの菊屋前・ 停留所     | 弘前駅行、富田大通り経由 小栗山線、聖愛高校線 弘前バスターミナル行終点 （朝の通勤・通学時間帯のみ。当停留所停車後、弘前バスターミナル降車ホームが終点となる便もある。）                     |

## 周辺（五十音順）
- 青い森信用金庫 弘前駅前支店
- 青森みちのく銀行 弘前駅前支店
- 青森みちのく銀行 弘前営業部・上土手町支店
- 秋田銀行 弘前支店
- SMBC日興証券 弘前支店
- 大町タウンビル
  - 青森県赤十字血液センター 弘前駅前献血ルーム
- 弘南観光 本社
- 弘南バス 和徳車庫
- JTB東北 弘前支店
- スーパードラッグアサヒ 弘前駅前店
- セブンイレブン 弘前駅前3丁目店
- 東奥信用金庫 大町支店 （旧・太陽地所）
- 虹のマート
- 日専連ホールディングス 弘前支店
- 日本通運 弘前支店

- 弘前駅 （JR東日本・弘南鉄道）
  - アプリーズ （駅ビル） 
    - ファミリーマート 弘前アプリーズ店
    - 弘前市観光案内所

  - 弘南バス 弘前駅前案内所
    - 弘前駅中央口 バスのりば

  - JR東日本 弘前総合事務所
    - JRバス東北 バス待機場・乗務員休憩室
- 弘前警察署 弘前駅前交番
- 弘前市立病院
- 弘前駅前地区再開発ビル（ヒロロ）
- 弘前プリンスホテル
- ヒロサキメディカルセンター （旧・川嶋病院）
- 弘前郵便局
- ホテルナクアシティ弘前 （旧・シティ弘前ホテル）
  - 弘前駅前郵便局
  - セブンイレブン 弘前ショッピングプラザシティ店
- ホテル東横イン 弘前駅前
- ホテルルートイン 弘前駅前

## 乗り入れ会社
- 弘南バス
- ジェイアールバス東北…「キャッスル号」
- 岩手県北自動車…「ヨーデル号」
- 宮城交通…「キャッスル号」

### 過去の乗り入れ会社
- 秋北バス…「特急 弘前 - 大館線」（2004年4月19日 廃止）
- 南部バス…「南軽号」（2010年6月27日 廃止）
- 京浜急行バス…「ノクターン号」（路線自体は弘南バスにより運行継続）
- 岩手県交通…「ヨーデル号」(2024年2月1日減便により撤退)